# Apostelgeschlechter
Apostelgeschlechter oder Landesaposteln werden jene alten Adelsgeschlechter von Österreich ob und unter der Enns genannt, die zur Zeit der Babenberger (976–1246) schon ansässig waren und der Sage nach die erste Landherrentafel bildeten. Da es sich dabei um 16 Geschlechter handelt, bezieht sich der Begriff Apostel nicht auf die genaue Zwölfzahl, sondern auf die alte Herkunft dieser Geschlechter.
Im Jahre 1620 waren dies laut Wißgrill folgende Geschlechter (mit Koordinaten ihres Stammsitzes; † ausgestorben):
1. ⊙ Herren von Polhaim
2. ⊙ Herren von Liechtenstein
3. (?) Grafen von Salm
4. ⊙ Herren von Traun (heute Abensperg und Traun)
5. ⊙ Herren von Losenstein †
6. ⊙ Herren von Zelcking (Zelkinger) †
7. ⊙ Herren von Stubenberg
8. ⊙ Herren von Puechhaim (Puchheim) †
9. ⊙ Herren von Strein (Streun von Schwarzenau, Streun zu Schwarzenau) †
10. ⊙ Herren von Stahrenberg (Starhemberg, Starenberg)
11. ⊙ Herren von Scherffenberg (Schärffenberg)
12. ⊙ Herren Wild- und Rheingrafen †
13. ⊙ Herren von Zinzendorf
14. ⊙ Grafen von Fürstenberg
15. ⊙ Herren von Rappach †
16. ⊙ Grafen von Collalto

Im heutigen  Staatsgebiet von Österreich leben von diesen Familien nur noch die Abensperg und Traun, die Liechtenstein, die Salm, die Starhemberg, die Stubenberg und die Fürstenberg-Weitra.
Bedeutende mittelalterliche Geschlechter Österreichs, die aus verschiedenen Gründen nicht zu den Apostelgeschlechtern zählen, sind etwa die Habsburger, Walseer und Schaunberger.